# 墜落JKと廃人教師
『墜落JKと廃人教師』（ついらくジェーケーとはいじんきょうし）は、soraによる日本の漫画作品。『花とゆめ』（白泉社）にて、2017年16号から18号および同年22号から24号に掲載後、2018年6号から2024年12号に連載。その後、同誌2025年17号に番外編が掲載された。ネガティブな女子高生と、教師の恋愛模様を描く。2024年5月時点で、累計部数は400万部を突破している。
毎日放送の「ドラマ特区」枠で実写ドラマ化され、2023年4月7日から6月2日まで放送された（後述）。また、2024年6月12日に総集編、6月19日から7月24日まで続編を同局の「ドラマイズム」枠でそれぞれ放送された。

## 登場人物
担当声優は特記のない限り、ドラマCD版・ボイスドラマ版での配役。
落合 扇言（おちあい みこと）
声 - 雨宮天
本作の主人公。非常にネガティブな性格で、些細なことでも責任を感じてしまう。人見知りで、友達は数人しかいない。
灰葉 仁（はいば じん）
声 - 中村悠一
扇言の学校の物理科教師。たばこやギャンブルを好んでいたり、多くのクズ発言から、生徒からは「廃人」と呼ばれている。
高峰 一馬（たかみね かずま）
声 - 内山昂輝
扇言の友人。整ったルックスから「孤高のアイドル」と呼ばれているため、だれも近寄ってこないが、本当はもっと青春したい。扇言のことが好き。
有働 なずな（うどう なずな）
声 - 鬼頭明里（ボイスドラマ版）
扇言の友人で、淳人の妹。面倒くさがりで毒舌だが、友達想いな一面も。
有働 淳人（うどう あつと）
声 - 逢坂良太（ボイスドラマ版）
扇言の友人。自殺しようとしていたところを、扇言に止められる。貧しい家のためにいくつかのバイトを掛け持ちしている。
落合 詞（おちあい つかさ）
声 - 神谷浩史（ボイスドラマ版）
扇言の兄。過保護。仁とは昔からの知り合い。
落合 扇月（おちあい みつき）
扇言の兄。落合詞と双子。とあるきっかけで亡くなってしまった。

## 書誌情報
- sora『墜落JKと廃人教師』 白泉社〈花とゆめコミックス〉、全20巻
  1. 2018年2月20日発売[3][12]、ISBN 978-4-592-21652-0
  2. 2018年7月20日発売[13]、ISBN 978-4-592-21653-7
  3. 2018年12月19日発売[14]、ISBN 978-4-592-21654-4
  4. 2019年4月19日発売[15][16]、ISBN 978-4-592-21655-1
  5. 2019年7月19日発売[17][18]、ISBN 978-4-592-21656-8
    - ミニカラー画集付き特装版5（同日発売[17][19]）、ISBN 978-4-592-21790-9

  6. 2019年11月20日発売[20][21]、ISBN 978-4-592-21657-5
  7. 2020年3月18日発売[22]、ISBN 978-4-592-21658-2
  8. 2020年7月20日発売[23]、ISBN 978-4-592-21659-9
    - ミニカラー画集vol.2付き特装版8（同日発売[24]）ISBN 978-4-592-22729-8

  9. 2020年2月20日発売[25]、ISBN 978-4-592-21660-5
  10. 2021年3月19日発売[26][27]、ISBN 978-4-592-22380-1
  11. 2021年7月20日発売[28][29]、ISBN 978-4-592-22381-8
  12. 2021年11月19日発売[30]、ISBN 978-4-592-22382-5
    - ミニカラー画集vol.3付き特装版12（同日発売[31]）ISBN 978-4-592-22804-2

  13. 2022年4月20日発売[32]、ISBN 978-4-592-22383-2
  14. 2022年8月19日発売[33]、ISBN 978-4-592-22384-9
  15. 2022年12月20日発売[34]、ISBN 978-4-592-22385-6
  16. 2023年4月20日発売[35][36]、ISBN 978-4-592-22386-3
    - ミニカラー画集vol.4付き特装版16（同日発売[35][37]）ISBN 978-4-592-22886-8

  17. 2023年8月18日発売[38]、ISBN 978-4-592-22387-0
  18. 2023年12月20日発売[39]、ISBN 978-4-592-22388-7
  19. 2024年4月19日発売[40]、ISBN 978-4-592-22390-0
    - ミニカラー画集vol.5付き特装版19（同日発売[41]）ISBN 978-4-592-23016-8

  20. 2024年8月20日発売[42]、ISBN 978-4-592-22494-5
- sora『墜落JKと廃人教師　ART WORKS complete ver.』 白泉社〈花とゆめコミックス〉、2024年8月20日発売[43]、ISBN 978-4-592-23025-0

## テレビドラマ
2023年4月7日（6日深夜）から6月2日（1日深夜）まで、毎日放送の深夜ドラマ枠「ドラマ特区」にて放送された。主演は橋本涼（HiHi Jets / ジャニーズJr.）。
2024年6月12日（11日深夜）に総集編、6月19日（18日深夜）から7月24日（23日深夜）まで同局「ドラマイズム」枠にて続編を放送された。
本稿では便宜上、第1作をS1、Lesson2をS2の略称で表記する。

### キャスト

#### 主要人物
灰葉仁
演 - 橋本涼（HiHi Jets / ジャニーズJr.）

落合扇言
演 - 髙石あかり（幼少期：浅田芭路）

#### 周辺人物
高峰一馬
演 - 田村海琉（少年忍者 / ジャニーズJr.）
凪真琴
演 - 小沢真珠
落合詞
演 - 楽駆（S2）
扇言の兄。

#### ゲスト

##### 第1話
翔太
演 - 村上健志（フルーツポンチ）（第6話）
仁の友人。たいやき屋の店主。

##### 第6話
有働淳人
演 - 大西利空

### スタッフ
- 原作 - sora『墜落JKと廃人教師』（白泉社『花とゆめ』連載）[50][5]
- 脚本
  - S1 - 下亜友美、我人祥太[50]
  - S2 - 高橋名月、下亜友美[5]
- 監督
  - S1 - 文晟豪、高橋名月[50]、安見悟朗[51]
  - S2 - 枝優花、高橋名月[5]
- 音楽 - 宮井英俊
- オープニング主題歌
  - S1 - シユイ「君君舞」（Sony Music Labels）[46]
  - S2 - 音羽-otoha-「先生布告」（Sony Music Labels）[47]
- エンディング主題歌
  - S1 - ももすももす「まともじゃないのがちょうどいいの」（Sony Music Labels Inc.）[46]
  - S2 - osage「残り香」（murffin Lab. / murffin discs）[52]
- オープニングタイトルバック - 二宮健
- アソシエイトプロデューサー - 鈴木浩介（白泉社）、麻生英輔（TBSグロウディア）、菰方祐大（TBSグロウディア）、金田武士（テレビ神奈川）、杉内裕介（テレビ神奈川）
- プロデューサー
  - S1 - 上浦侑奈（毎日放送）、若山裕介（ヒューマックスシネマ）、椋尾由希子（ヒューマックスシネマ）[50]
  - S2 - 上浦侑奈（毎日放送）、瀬島翔（スタジオブルー）[5]
- 制作協力 - needy greedy[50]
- 制作プロダクション
  - S1 - ヒューマックスシネマ[50]
  - S2 - スタジオブルー[5]
- 製作 - 「墜落JKと廃人教師」製作委員会、毎日放送[50][5]

### 放送日程
| 話数   | 放送日        | 放送日        | サブタイトル | 脚本     | 監督     |
| 話数   | 毎日放送      | テレビ神奈川  | サブタイトル | 脚本     | 監督     |
| ------ | ------------- | ------------- | ------------ | -------- | -------- |
| 第1話  | 2023年4月07日 | 2023年4月06日 | 飛び降り     | 下亜友美 | 文晟豪   |
| 第2話  | 4月14日       | 4月13日       | 入水         | 我人祥太 | 文晟豪   |
| 第3話  | 4月21日       | 4月20日       | 孤独死       | 下亜友美 | 高橋名月 |
| 第4話  | 4月28日       | 4月27日       | 窒息         | 我人祥太 | 文晟豪   |
| 第5話  | 5月05日       | 5月04日       | 焦死         | 下亜友美 | 高橋名月 |
| 第6話  | 5月12日       | 5月11日       | 溺死         | 我人祥太 | 文晟豪   |
| 第7話  | 5月19日       | 5月18日       | 絞死         | 我人祥太 | 安見悟朗 |
| 第8話  | 5月26日       | 5月25日       | 断飲         | 下亜友美 | 文晟豪   |
| 最終話 | 6月02日       | 6月01日       | 墜落         | 下亜友美 | 文晟豪   |

- 毎日放送では、初回は前日放送の『マスターズゴルフ2023 第1日』（TBS系列、23時56分 - 1時25分）の中継[54]に伴う特別編成の関係で30分繰り下げられ、1時29分 - 1時59分に放送された[55]。

| 話数      | 放送日        | サブタイトル | 脚本              | 監督                     |
| --------- | ------------- | ------------ | ----------------- | ------------------------ |
| episode 0 | 2024年6月12日 | 特別総集編   | 下亜友美 我人祥太 | 文晟豪 高橋名月 安見悟朗 |
| episode 1 | 6月19日       | 煙景         | 高橋名月          | 枝優花                   |
| episode 2 | 6月26日       | 過食         | 下亜友美          | 枝優花                   |
| episode 3 | 7月03日       | 心中         | 高橋名月          | 高橋名月                 |
| episode 4 | 7月10日       | 悪夢         | 高橋名月          | 高橋名月                 |
| episode 5 | 7月17日       | 余命         | 下亜友美          | 枝優花                   |
| 最終話    | 7月24日       | 彼岸         | 下亜友美          | 枝優花                   |

- 最終話は前日放送の『news23』拡大放送（23:00 - 翌0:06）のため、10分繰り下げられ、1時9分 - 1時39分（MBS）/ 1時38分 - 2時8分（TBS）に放送された。

### ネット局
| 放送期間               | 放送時間                     | 放送局       | 対象地域   | 備考              |
| ---------------------- | ---------------------------- | ------------ | ---------- | ----------------- |
| 2023年4月6日 - 6月1日  | 木曜 23:30 - 翌 0:00         | テレビ神奈川 | 神奈川県   | 1時間29分先行放送 |
| 2023年4月7日 - 6月2日  | 金曜 0:59 - 1:29（木曜深夜） | 毎日放送     | 近畿広域圏 | 製作局            |
|                        | 金曜 23:00 - 23:30           | 千葉テレビ   | 千葉県     |                   |
| 2023年4月13日 - 6月8日 | 木曜 22:30 - 23:00           | とちぎテレビ | 栃木県     |                   |
|                        | 木曜 23:30 - 翌 0:00         | テレビ埼玉   | 埼玉県     |                   |
|                        |                              | 群馬テレビ   | 群馬県     |                   |

| 放送期間                | 放送時間                     | 放送局            | 対象地域   | 備考   |
| ----------------------- | ---------------------------- | ----------------- | ---------- | ------ |
| 2024年6月19日 - 7月24日 | 水曜 0:59 - 1:29（火曜深夜） | 毎日放送          | 近畿広域圏 | 製作局 |
|                         | 水曜 1:28 - 1:58（火曜深夜） | TBSテレビ         | 関東広域圏 |        |
| 2024年7月2日 -          | 火曜 1:29 - 1:59（月曜深夜） | 北海道放送（HBC） | 北海道     |        |

### ネット配信
| 配信開始月 | 配信サイト    | 配信料金     | 備考       |
| ---------- | ------------- | ------------ | ---------- |
| 2023年4月  | TVer          | 広告付き無料 | 見逃し配信 |
| 2023年4月  | MBS動画イズム | 広告付き無料 | 見逃し配信 |
| 2023年4月  | Hulu          | 定額制有料   |            |

| 配信開始月 | 配信サイト    | 配信料金     | 備考       |
| ---------- | ------------- | ------------ | ---------- |
| 2024年6月  | TVer          | 広告付き無料 | 見逃し配信 |
| 2024年6月  | MBS動画イズム | 広告付き無料 | 見逃し配信 |

| 毎日放送 ドラマ特区                | 毎日放送 ドラマ特区      | 毎日放送 ドラマ特区            |
| 前番組                             | 番組名                   | 次番組                         |
| ---------------------------------- | ------------------------ | ------------------------------ |
| バツイチがモテるなんて聞いてません | 墜落JKと廃人教師         | 犬と屑                         |
| 毎日放送・TBS ドラマイズム         |                          |                                |
| 滅相も無い                         | 墜落JKと廃人教師 Lesson2 | 完璧ワイフによる完璧な復讐計画 |